# 祝宁华
祝宁华（1959年12月—），男，河南商城人，电子科技大学工学博士，中国微波光子学家，中国科学院半导体研究所研究员、博士生导师，中国电子学会会士，中国光学学会会士，2021年当选中国科学院院士。

## 头衔
- 中国科学院半导体研究所副所长
- 雄安创新研究院院长
- 国家重点专项“光电子与微电子器件及集成”专家组组长

## 荣誉
- 2018年获得第12届光华工程科技奖